# 侯獳
侯獳，春秋时期郑国的大夫。
前574年（周简王十二年、鲁成公十七年、楚共王十七年、郑成公十一年）春正月，郑国子驷进攻晋国的虚（今河南省偃师市）、滑（今河南省偃师市缑氏镇）两地。卫国的北宫括救援晋国，攻打郑国，抵達高氏（今河南省禹州市西南）。郑国向楚國求援。夏五月，郑国太子髡顽和侯獳至楚国作为人质，楚国派公子成、公子寅戍守在郑国。三年后，郑成公去世，髡顽回国继承君位，就是鄭僖公。